# Cenocorixa
Cenocorixa is een geslacht van wantsen uit de familie van de Corixidae (Duikerwantsen). Het geslacht werd voor het eerst wetenschappelijk beschreven door Hungerford in 1948.

## Soorten
Het genus bevat de volgende soorten:

- Cenocorixa andersoni Hungerford, 1948
- Cenocorixa bifida (Hungerford, 1926)
- Cenocorixa blaiselli Hungerford, 1930
- Cenocorixa bui Ren & W.B. Zhu, 2010
- Cenocorixa crestiforma Ren & W.B. Zhu, 2010
- Cenocorixa dakotensis (Hungerford, 1928)
- Cenocorixa expleta (Uhler, 1895)
- Cenocorixa kollarii (Fieber, 1851)
- Cenocorixa kuiterti Hungerford, 1948
- Cenocorixa montana Ren & W.B. Zhu, 2010
- Cenocorixa utahensis (Hungerford, 1925)
- Cenocorixa wileyae (Hungerford, 1926)
- Cenocorixa wileyi Hungerford, 1926
- Cenocorixa yuanjiangensis Xie & Liu, 2021